# Live After Death
Live After Death er et dobbelt live album, indspillet af Iron Maiden, udgivet i Europa den  14. oktober 1985 på EMI. De første 13 skæringer er optaget i Long Beach Arena (Long Beach, Californien) den  14–17  marts 1985. De øvrige 5 er optaget på samme turné i Hammersmith i London , den 8, 9, 10 og 12. oktober 1984. Udgivet som CD i 2 versioner, hvor 1998 udgaven er identisk med den oprindelige.
CD'ens intro er en tale af Winston Churchill i det britiske parlament 4. juni 1940, normalt omtalt som "We Shall Fight On The Beaches" – talen. Introens citat af passagen "We shall go on to the end, we shall fight in France, we shall fight on the seas and oceans, we shall fight with growing confidence and growing strength in the air, we shall defend our Island, whatever the cost may be, we shall fight on the beaches, we shall fight on the landing grounds, we shall fight in the fields and in the streets, we shall fight in the hills; we shall never surrender.." følges op af en effektfuld start på "Aces High".
Denne LP indeholder en række af Iron Maidens mest kendte sange, hvoraf mange stadig er faste indslag i gruppens koncerter.
Live After Death er ifølge mange kritikere et af højdepunkterne i Heavy Metal historien, bl.a. fordi der på en Live – LP af denne længde forekommer imponerende få tekniske fejl.[kilde mangler]

## Spor
1. "Intro: Churchill's Speech"
2. "Aces High"
3. "2 Minutes To Midnight"
4. "The Trooper"
5. "Revelations"
6. "Flight Of Icarus"
7. "Rime Of The Ancient Mariner"
8. "Powerslave"
9. "The Number Of The Beast"
10. "Hallowed Be Thy Name"
11. "Iron Maiden"
12. "Run To The Hills"
13. "Running Free"

1. "Wrathchild"
2. "22 Acacia Avenue"
3. "Children Of The Damned"
4. "Die With Your Boots on"
5. "The Phantom of the Opera"

## Musikere
- Bruce Dickinson – Vokal
- Dave Murray – Guitar
- Adrian Smith – Guitar, bagvokal
- Steve Harris – Bas, bagvokal
- Nicko McBrain – Trommer